# Agriophara parilis
Agriophara parilis es una especie de polilla del género Agriophara, familia Depressariidae.
Fue descrita científicamente por Meyrick en 1918.